# Cantón de Moulins-la-Marche
El cantón de Moulins-la-Marche era una división administrativa francesa, que estaba situada en el departamento de Orne y la región de Baja Normandía.

## Composición
El cantón estaba formado por dieciséis comunas:
- Auguaise
- Bonnefoi
- Bonsmoulins
- Brethel
- Fay
- La Chapelle-Viel
- La Ferrière-au-Doyen
- Le Ménil-Bérard
- Les Aspres
- Les Genettes
- Mahéru
- Moulins-la-Marche
- Saint-Aquilin-de-Corbion
- Saint-Hilaire-sur-Risle
- Saint-Martin-des-Pézerits
- Saint-Pierre-des-Loges

## Supresión del cantón de Moulins-la-Marche
En aplicación del Decreto nº 2014-247 de 25 de febrero de 2014, el cantón de Moulins-la-Marche fue suprimido el 22 de marzo de 2015 y sus 16 comunas pasaron a formar parte; once del nuevo cantón de Tourouvre, tres del nuevo cantón de Rai y dos del nuevo cantón de Mortagne-au-Perche.